# Subfossil

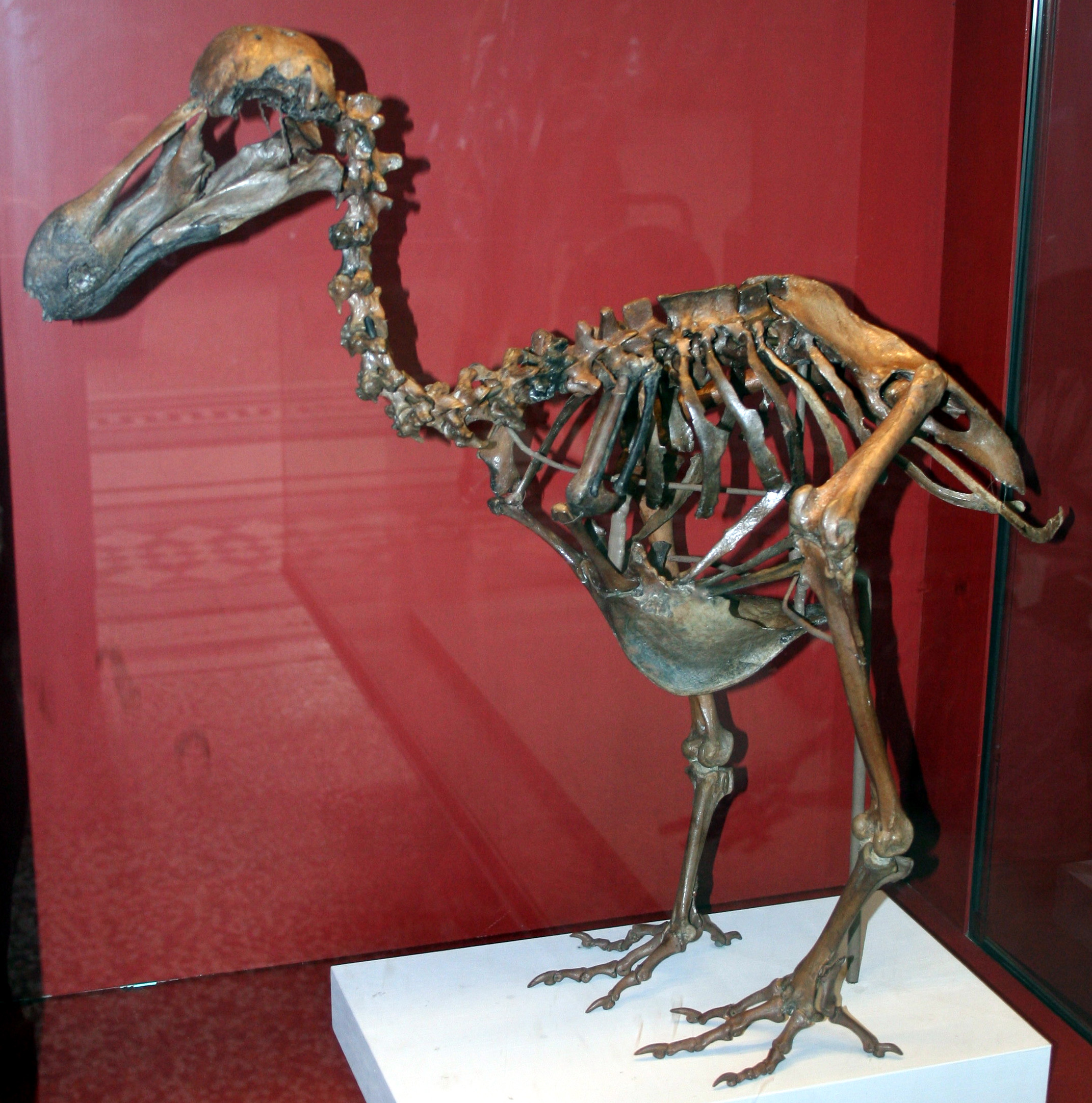
Das nur teilweise fossilisierte Skelett eines Dodos.

Ein Subfossil ist der organische Überrest eines toten Organismus, bei welchem der Prozess der Fossilisation noch nicht vollständig abgeschlossen ist. Dies kann verschiedene Gründe haben: Zum einen kann der Zeitpunkt des Todes des Organismus zu kurz zurückliegen, so dass die Zeit zur vollständigen Fossilisation nicht ausreichte, oder die Bedingungen, unter denen die Fossilisation begann, waren nicht optimal zur Bildung eines Fossils. Nach genereller Definition sind Subfossilien Überreste ausgestorbener Tiere, welche weder als Fossil noch als rezente Tiere gelten können. Subfossilien können sowohl Knochen, Nester, Exoskelette, Hautabdrücke oder Koprolithen sein. Subfossilien sind oft nur einige Hunderte bis Tausende Jahre alt und lassen sich somit zeitlich meistens dem Quartär zuordnen. Subfossilien aus dem Mesozoikum sind hingegen extrem selten, meistens in einem fortgeschrittenen Fossilisationszustand und daher oftmals umstritten. Subfossilien werden meistens in Höhlen gefunden, wo die Überreste über Tausende von Jahren gut erhalten blieben. Vor allem können Subfossilien oft unter Wasser, beispielsweise in Seesedimenten, entdeckt werden.

## Relevanz in der Paläontologie
In der Paläontologie können Subfossilien eine große Rolle spielen: So enthalten sie (anders als Fossilien) organische Überreste, was die Datierung mittels Radiokarbonmethode erheblich erleichtert. Auch können DNA- oder Proteinüberreste extrahiert oder sequenziert werden. Auch über die ökologischen Lebensbedingungen jener Zeit können mithilfe von Isotopenverhältnissen Informationen gewonnen werden. Subfossilien sind außerdem für Studien im Bereich der Paläoklimatologie geeignet.